# 北島善紀
北島 善紀（きたじま ぜんき、1961年4月13日 – ）は、日本の声優、舞台俳優。長崎県出身。劇団AUN、マウスプロモーションにそれぞれ所属。

## 略歴
文学座附属演劇研究所にて26期生として演技を学ぶ。その後、東京宝映テレビを経て劇団AUNに所属。
声優としては、ケッケコーポレーションを経て、2020年よりマウスプロモーションに所属。

## 人物
栗田芳宏の右腕として、演出助手においても才能を発揮する。

## 出演

### テレビアニメ
2007年
- 魔人探偵脳噛ネウロ（警官、溝口保）

2012年
- 坂道のアポロン（迎勉）

2017年
- ベルセルク（フェディリコ）
- 王室教師ハイネ（議員）
- UQ HOLDER! 〜魔法先生ネギま!2〜（黒服）

2019年
- からくりサーカス（男）

2020年
- GO!GO!アトム

2022年
- 宇宙なんちゃら こてつくん（ひでお、研究者）

### Webアニメ
- マウスどうぶつえん（2021年、ダチョウのぜんき）
- PLUTO（2023年、ヨハンセン）

### ゲーム
2007年
- アポカリプス〜ディザイアネクスト〜
- スペクトラルジーン

2008年
- プティフール

2017年
- 逆転オセロニア（聖竜の父）

2019年
- DEATH STRANDING

2022年
- ポケモンマスターズEX（2022年 - 2023年、ハンサム）

### 吹き替え

#### 映画
- ウィズネイルと僕
- ウィルストン・チャーチル/ヒトラーから世界を救った男
- 海底47m（テイラー船長〈マシュー・モディーン〉[6]）
- クラウド9（セバスチャン・スウィフト[7]〈ジェフリー・ノードリング〉）
- クリミナル・ミッション（英語版）（牧師）
- ゴジラ キング・オブ・モンスターズ（クレイン〈ジミー・ゴンザレス〉[8]）
- 上海の伯爵夫人
- チョコレートドーナツ
- バトル・オブ・リガ
- ファントム・スレッド
- ブラッド・ファーザー（アルトゥーロ・リオス〈ミゲル・サンドバル〉）
- フリー・ファイヤー（ハウイー〈パトリック・バーギン〉）
- FLU 運命の36時間（朝鮮語版）（バエ・ギャンオプ〈ユ・ヘジン〉[9]）
- ホース・ソルジャー（マルホランド大佐〈ウィリアム・フィクナー〉[10]）
- ムーン・ウォーカーズ（英語版）（カーネル・ディックフォード〈ジェイ・ベネディクト〉）
- 野獣処刑人 ザ・ブロンソン（タイレル〈リチャード・タイソン〉[11]）
- メカニック:ワールドミッション
- 山猫は眠らない5 反逆の銃痕（英語版）
- リーサル・ウェポン
- ジャック・リーチャー NEVER GO BACK

#### ドラマ
- Away -遠く離れて-
- アウトキャスト
- アウトランダー
- アンフォゲッタブル 完全記憶捜査 シーズン2
- WITHOUT A TRACE/FBI 失踪者を追え!
- エレメンタリー ホームズ&ワトソン in NY シーズン2
- Empire 成功の代償
- グリッチ
- クローザー
- コードネーム: ウイスキー&キャバリエ -ふたりは最強スパイ-
- THE FLASH/フラッシュ シーズン2（ボードマン）
- ザ・ホワイトハウス
- 殺人者への道（英語版）
- ザ・ラストシップ[12]
- スーパーナチュラル
- ティーン・ウルフ (テレビドラマ)（英語版） シーズン4・5（ヴァラック）
- 12モンキーズ（ホセ・ラムゼ〈カーク・アセヴェド〉[13]）
- PERSON of INTEREST 犯罪予知ユニット
- 百年の花嫁（朝鮮語版）（パク秘書）
- ヒューマン・ターゲット シーズン2
- ブラインドスポット タトゥーの女 シーズン4
- ヘムロック・グローヴ
- ママ〜最後の贈り物〜（キム理事）
- Major Crimes 〜重大犯罪課 シーズン4
- リベンジ シーズン3
- レジェンド・オブ・トゥモロー

#### アニメ
- ボージャック・ホースマン

### 舞台
いずれも劇団AUN。
- アクターズ・ガレージ公演「から騒ぎ」（2001年9月19日 - 23日、六行会ホール）
- 第4回公演「リチャード三世」（2002年4月10日 - 14日、六行会ホール） - 暗殺者2 役[14]
- 第10回公演「尺には尺を」（2005年6月17日 - 19日、サンシャイン劇場） - ポンピー1 役[15]
- 第17回公演アントニーとクレオパトラ（2009年9月30日 - 10月4日、サンシャイン劇場） - イノバーバス 役
- 第19回公演「十二夜」（2012年1月11日 - 22日、赤坂レッドシアター） - フェービアン 役[16]
- 第21回公演「有馬の家のじごろう」（2014年8月20日 - 25日、シアターグリーン）[17]
- 第23回公演「桜 散ラズ…」（2016年6月22日 - 7月3日、シアターグリーン）[18]
- 第25回公演「一尺四方の聖域」（2019年11月13日 - 12月1日、CBGKシブゲキ!!）[19]

## 参加作品
- 劇団AUN
  - 第3回公演「リア王」（2001年4月25日 - 29日、六行会ホール） - 演出助手[20]
  - 第5回応援「恋の骨折り損」（2002年12月19日 - 22日、明石スタジオ） - 演出[21]
- 彩の国シェイクスピア・シリーズ
  - 「アテネのタイモン」（2017年12月15日 - 29日、彩の国さいたま芸術劇場[22]） - 演出助手[23]
  - 「ヘンリー五世」（2019年2月8日 - 24日、彩の国さいたま芸術劇場） - 演出助手[24]